# Efrén Llarena
Efrén Llarena   (Espinosa de los Monteros, 1995) és un pilot de ral·li espanyol que disputa el Campionat d'Europa de Ral·lis, on la temporada 2021 va finalitzar subcampió i la temporada 2022 va esdevenir campió. La seva copilot habitual és la càntabra Sara Fernández.

## Trajectòria

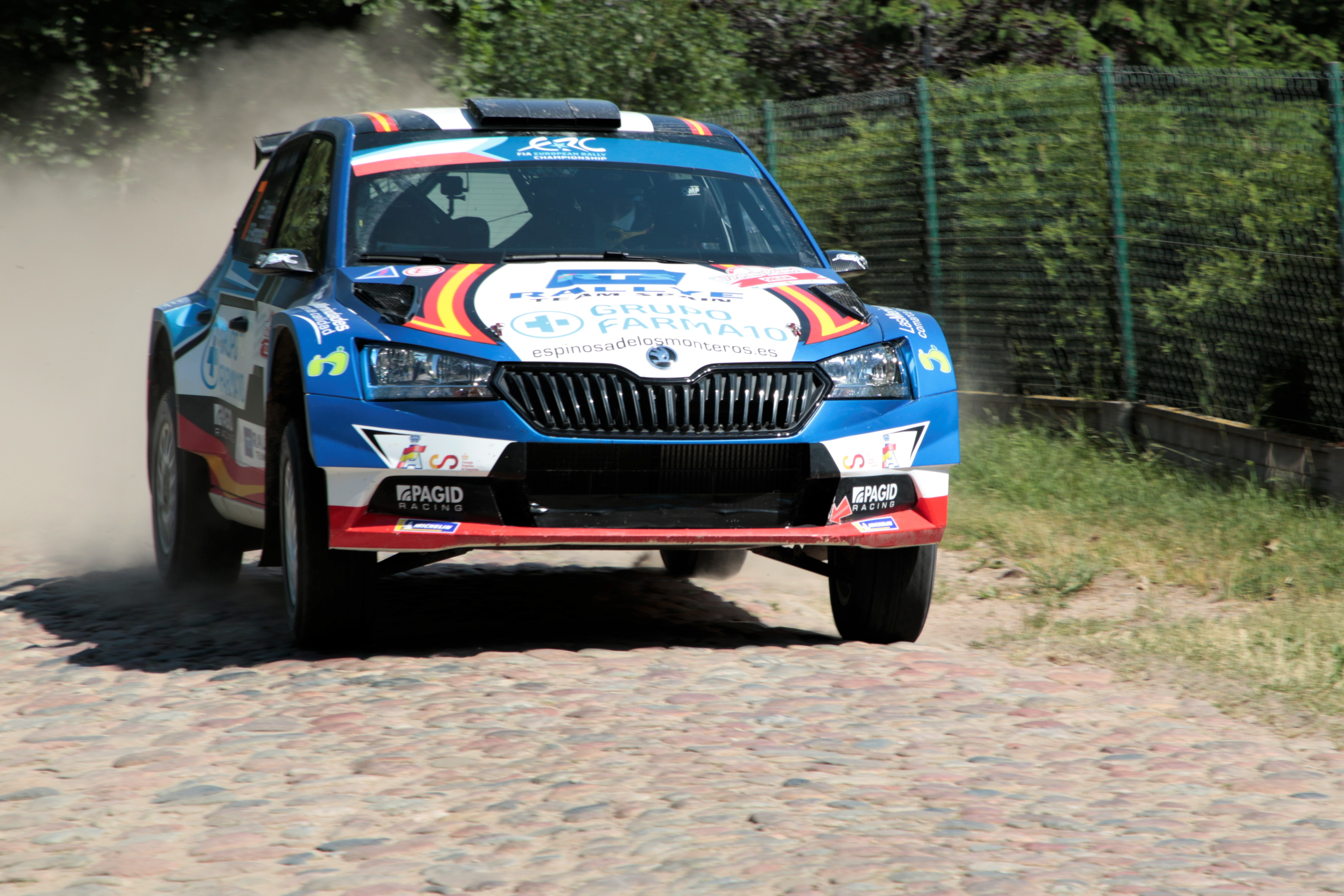
Efrén Llarena al Ral·li de Polònia del 2021 amb un Škoda Fabia Rally2 evo.

Llarena debuta en ral·lis l'any 2013, disputant el Rallysprint de San Miguel amb un Renault Clio Sport copilotat per Igor Zatika. L'any 2014 acabaria tercer de la categoria júnior del Campionat d'Espanya.
A partir de l'any 2016 la seva copilot habitual serà Sara Fernández. Aquell any guanya la Copa Suzuki Swift. La temporada següent, la 2017, amb un Peugeot 208 R2 s'imposa al Campionat d'Espanya de Terra júnior i a la Copa Volant Peugeot francesa.
L'any 2018, mitjançant el Rally Team Spain, disputa per primera vegada el Campionat d'Europa de Ral·lis dins la categoria ERC3, categoria on guanyaria la temporada 2019, junt a la categoria ERC3 júnior.
La temporada 2020, amb un Citroën C3 R5, queda sisè de la principal categoria del Campionat d'Europa de Ral·lis, mentre que a la temporada 2021, amb un Škoda Fabia Rally2 evo, finalitza en segona posició, tan sols superat pel vencedor Andreas Mikkelsen. Curiosament, la seva copilot Sara Fernández s'alçaria amb el títol de campiona d'Europa de copilots.
La temporada 2022 s'incorpora a l'equip MRF Tyres i amb un Škoda Fabia Rally2 evo es proclama guanyador del Campionat d'Europa de Ral·lis a falta de dos proves per acabar el campionat, imposant-se a més a més en el Ral·li de les Açores.